# Codrul secular Loben
Codrul secular Loben este o arie protejată de interes național ce corespunde categoriei a IV-a IUCN (rezervație naturală de tip forestier) situată în județul Suceava, pe teritoriul administrativ al comunei Moldovița.

## Descriere
Rezervația naturală cu o suprafață de 483 de hectare a fost declarată arie protejată prin Hotărârea de Guvern Nr.1.143 din 18 septembrie 2007 (privind regimul ariilor naturale protejate, conservarea habitateor naturale, a florei și a faunei sălbatice) și reprezintă o zonă împădurită cu scop de protecție pentru specii seculare de molid.